# Tricula
Tricula là một chi ốc nước ngọt, động vật chân bụng in the họ Pomatiopsidae.

## Các loài
Các loài thuộc chi Tricula bao gồm:
- Tricula bollingi
- Tricula chiui -
- Tricula gravelyi B. Prashad, 1921
- Tricula gregoriana Annandale, 1924
- Tricula horae T. N. Annandale & Rao, 1925
- Tricula hortensis[2]
- Tricula humida
- Tricula martini Rao, 1928
- Tricula montana Benson, 1843
- Tricula taylori Rao, 1928